# Rodgers Kwemoi
Rodgers Kwemoi (3 de marzo de 1998) es un deportista de Kenia que compite en atletismo. Ganó una medalla de oro en el Campeonato Mundial de Atletismo Sub-20 de 2016, en la prueba de 10 000 m.